# Distretto di İskele
Il distretto di İskele (in turco İskele ilçesi) è uno dei distretti di Cipro del Nord.

## Storia
Il distretto di Iskele è stato affiliato al Distretto di Gazimağusa fino al 1998. Con una legge promulgata nel 2000, ha ottenuto lo status di distretto insieme al distretto di Güzelyurt.

## Geografia
Comprende la penisola allungata del Karpas, la cui punta è il Capo Sant'Andrea (Zafer Burnu), al largo del quale si trovano alcune piccole isole disabitate. La penisola è lunga circa 80 km e larga circa 10 km.

## Organizzazione
È diviso in tre sotto-distretti: İskele, Mehmetçik e Yeni Erenköy.